# Футбол в Армении

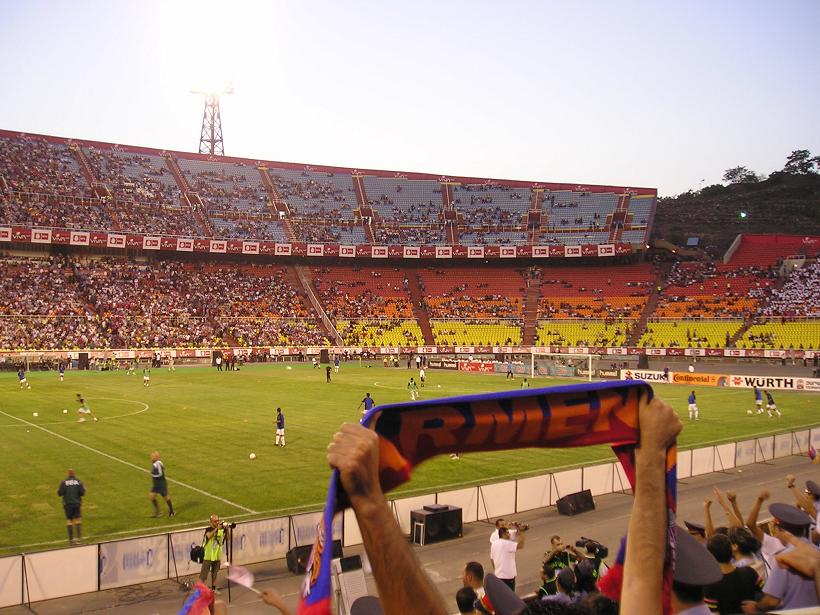
Болельщики на стадионе «Раздан» во время матча сборной Армении и сборной Турции.

Футбол — один из наиболее популярных видов спорта в Армении.
Главным руководящим органом армянского футбола является Футбольная Федерация Армении (ФФА), созданная в 1992 году. 

В системе футбольных лиг, на вершине находятся Премьер-лига и Первая лига, победитель Премьер Лиги получает титул чемпиона Армении. Кроме того, среди национальных кубковых соревнований, есть Кубок независимости и Суперкубок Армении.

## История футбола в Армении

### История возникновения

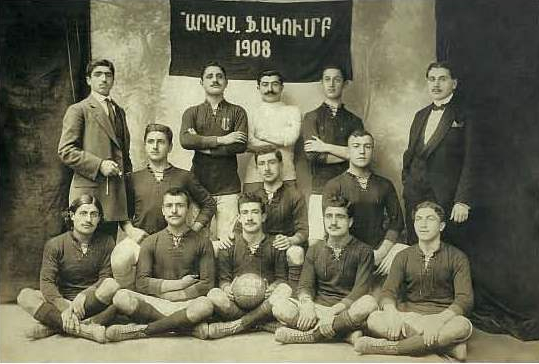
Футбольный клуб «Аракс» (Константинополь), 1908 год

Увлечение футболом в Армении началось в самом конце 19-го века. Многие специалисты расходятся во мнениях о зарождении футбола в стране. Одни берут за точку отсчёта первую игру на территории нынешней Республики Армения, другие — те или иные матчи в городах исторической Армении. Третьи этим днём считают тот, когда армяне впервые появились в составе одной из турецких или российских футбольных команд.
Английские матросы привезли игру на берега Босфора, где армянами были созданы команды «Армения» и «Васпуракан» в Смирне, чуть позже «Торк» и «Аракс» в Константинополе, а также команды «Киликия», «Арарат», «Амазасп» и т. д. Имеются сведения о первых футболистах, которые выступали за футбольный клуб «Торк». Игроки выходившие на поле в чёрно-красной форме: Ваган Матевосян, Симон Папикян, Ваган Чераз, Егише Каджуни, Езник Каджуни, Айк Семерджян, Габриэль Маджарян, Асатур Потикян, Арам Мазманян, Арам Горян. В 1911 году «Армения» становится победителем турнира, организованная Футбольной Федерации Греции, а в 1913 «Киликия» занимает первое место среди команд учебных заведений. 

Переломным для армянского футбола стал 13 октября 1924 год, когда на пароходе «Чичерин» в родину вернулись беженцы армянского геноцида. В тот же день беженцы сыграли матч с одним из сильнейших команд Закавказья «Динамо» (Батуми) и выиграли со счётом 2:1. В 1925 году они организовали команду «Наири» и на следующем же году выиграв Спартакиаду в Армении, начали представлять страну в Спартакиаде Закавказья. В этих играх команда из Армении впервые имела спортивную униформу и бутсы. После этого футбол начал развиваться во всех регионах страны. Во всех регионах организовывались футбольные сборные, которые постоянно играли товарищеские игры между собой. И хотя в это время у команд не было тренеров и регулярных тренировок, некоторые игроки уже имели славу хороших футболистов по всему Закавказью. 

В 1930-х годах сборная Армении начала свои первые международные игры. В мае 1930 года сборная Еревана сыграла матч с сильной сборной Москвы, матч завершился вничью 0:0. А 21 сентября того же года команда сыграла свой первый международный матч. Сборная Еревана принимала сборную Германии. На матч пришли посмотреть 3000 болельщиков. Такой интерес к футбольной игре в Армении ещё не фиксировалось. Матч завершился победой немцев со счётом 1:3. Этот матч заставил всерьёз заняться футболом в Армении. В этом же году впервые были переведены на армянский язык правила футбола. А затем издалась брошюра «Что должен знать начинающий футболист». 

В 1933 году началось строительство стадиона «Динамо» (Республиканский стадион (Ереван)), которая завершилась в 1935 году. Первым матчем на стадионе в день открытия был «Спартак» (Ереван) — «КБКТ» (Москва). На данный момент в стране открыто уже больше 15 стадионов. В это время в Армении уже действовали спортивные компании («Спартак», «Динамо» и т. д.), которые уделяли особое внимания развитию футбола и имели разные подростковые группы.

### Участие в первенствах СССР
1935 год был ознаменован тем, что сборная Еревана впервые начала участвовать в первенстве СССР (до 1936 года первенство СССР проводилась между сборными городов). Команда заняла второе место в своей подгруппе.
В 1936 году в Армении прошёл первый национальный чемпионат, в котором участвовали 6 команд. Первым чемпионом Армении стал «Динамо», второе место занял «Спартак», а третье — «Строитель». В том же году проводилось первое первенство СССР среди клубных команд, в которой разыгрывался хрустальный Кубок. На этом чемпионате из Армении участвовал команда из Алавердийского медеплавильного завода. Команда начала участие из 1/4 финала и проиграла «Динамо» (Батуми) со счётом 7:1.
Уже в 1937 году армянские клубы получили разрешение на участие в чемпионатах СССР: «Спартак» — лига «Г», «Динамо» — лига «Д». Для этих чемпионатов армянские клубы впервые провели учебно-тренировочные сборы и начали приглашать иностранных футболистов. но отсутствие международной практики дала о себе знать. «Спартак» занял последнее место в лиге «Г», «Динамо» — третье в лиге «Д». Хотя первое участие невозможно назвать удачным, это был огромный шаг в развитии армянского футбола. Эти участия дало возможность выявить слабые места и продемонстрировать новый подход для дальнейшего развития.
В 1938 году в первенство СССР проводился только одной группой «А» и разыгрывался среди 26 команд. Ни одна армянская команда не получила возможность участвовать. В 1939 году ереванский «Спартак» выступал в группе «Б» (как действующий чемпион Армении). Команда заняла 14-е место среди 23 команд. Но результат не является провальным, так как в этой группе принимали участия такие сильные команды как «Крылья советов», «Локомотив» (Тбилиси), «Спартак» (Ленинград), «Динамо» (Харьков), «Динамо» (Ростов) и т. д.
В Кубке СССР «Спартак» начал участие с 1/16 финала. В 1/8 финала проиграл ЦДКА, который стал серебряным призёром в группе «А». Игра ереванцев очень впечатлила многих экспертов.
В 1949 году было принято решение расширить географию первенства. «Динамо» получил право участвовать в группе «А». В первом сезоне «Динамо» заняла 16-е место из 18-и команд. В 1950 году было принято решение вернуть географию соревнования и сократить до 14-и команд. «Динамо» должна была сохранить своё место в высшей лиге, но команда не смогла решить данную задачу. В 1951 «Динамо» вернулась в группу «Б» и потребовалось 10 лет, чтобы вернуться в высшую лигу.

### Советское время
В данный период на армянском футбольном небосклоне выделялся ереванский «Арарат». Он стал единственным армянским клубом, который принимал участие в чемпионатах высшей лиге СССР. В 1949 году под названием «Динамо» впервые дебютировал в высшей лиге, но на следующий год покинул её. Начиная с 1966 года «Арарат» неизменно выступал в высшей лиге. Первый успех клуба пришёл в 1971 году с завоеванием серебряных медалей чемпионата. Двумя годами спустя игроки «Арарата» оформили золотой дубль, выиграв чемпионат и завоевав кубок СССР сезона 1973 года под руководством Никиты Симоняна. Это событие стало пиком успехов «Арарата» и армянского футбола советского периода в целом. Завоевание чемпионства дало возможность дебютировать в Кубке европейских чемпионов. Команда дошла до четвертьфинала, где по сумме двух матче проиграла мюнхенской «Баварии» (0:2 — в гостях, 1:0 — дома). В розыгрыше кубка СССР 1975 года «Арарат» также стал обладателем трофея. В сезоне 1983 года команда после первого круга шла на первом месте в чемпионате, но в конечном итоге чуть не вылетела из высшей лиги. 1-й профессиональный футбольный клуб был основан в г.Кировакане как ФК «ЛОРИ» в 1988 году (6-й в СССР), президентом которого был избран член Административного совета СОЮЗА ФУТБОЛЬНЫХ ЛИГ СССР Норайр Зулоян.
Аркадий Андриасян, Оганес Заназанян, Левон Иштоян, Назар Петросян, Хорен Оганесян, выступавшие за «Арарат», играли в национальной сборной СССР, в том числе на чемпионате мира по футболу 1982 года, Олимпийских играх 1972 и 1980 гг.

### Независимое время
Начиная с 1991 года, когда Армения обрела независимость, в стране начался отсчёт собственной истории футбола. Национальная федерация футбола принимает участие во всех видах футбольных соревнований, помимо обычного, включая также соревнования по молодёжному и женскому футболу. Символом современного армянского футбола является Генрих Мхитарян, полузащитник, отметившийся выступлениями за дортмундскую «Боруссию», английские «Манчестер Юнайтед» и «Арсенал» и перешедший перед сезоном 2019/2020 в итальянскую «Рому».
Наиболее близко к выходу на международные турниры сборная Армении была во время отбора на Евро-2012, когда дважды разгромила участвовавшую в чемпионате мира Словакию. Однако в последнем туре армянская команда проиграла Ирландии 1:2 из-за судейской ошибки и выпустила её на второе место в группе, не попав даже в стыковые матчи.
В стране действует 4 академии футбольных клубов, 5 академий Федерации футбола Армении и 2 учебно-тренировочных центра.

## Федерация футбола Армении
До образования Федерации Футбола Армении, футболом в Армении руководила Секция футбола СССР образованная в 1934 году, которая впоследствии была переименована в Федерацию футбола СССР. После независимости республики для осуществления контроля и управлении футболом в Армении была основана Федерация Футбола Армении 18 января 1992 года, штаб-квартира которого располагается в Ереване.

Федерация организует деятельность и управляет национальными сборными по футболу, в число которых входят мужская и женская сборные, поддержкой, развитием и популяризацией всего футбола в целом. Также под её эгидой проводятся соревнования в Премьер-лиге, Первой лиге, Кубке Армении и Суперкубке Армении.

Президентами Футбольной Федерации Армении со дня её основания являются:
- 1992—1994: Николай Казарян
- 1994—1998: Армен Саркисян
- 1998—2002: Сурен Абрамян
- 2002—2018: Рубен Айрапетян
- 2018—2019: Артур Ванецян
- с 2019 — Армен Меликбекян

## Победители

### Чемпионат Армянской ССР
| - 1936 «Динамо» Ереван - 1937 «Динамо» Ереван - 1938 «Спартак» Ереван - 1939 «Спартак» Ереван - 1940 «Спартак» Ереван - 1941-44 не проводился - 1945 «Спартак» Ереван - 1946 «Динамо» Ереван - 1947 «Динамо» Ереван - 1948 «Динамо» Ереван - 1949 «Динамо» Ереван - 1950 «Урожай» Ереван | - 1951 «Строитель» Ереван - 1952 «Спартак» Ереван - 1953 «Красное Знамя» Ленинакан - 1954 «Спартак» Ереван - 1955 «Химик» Кировакан - 1956 СКИФ Ереван - 1957 «Красное Знамя» Ленинакан - 1958 СКИФ Ереван - 1959 СКИФ Ереван - 1960 «Текстильщик» Ленинакан - 1961 «Текстильщик» Ленинакан - 1962 «Текстильщик» Ленинакан | - 1963 «Локомотив» Ереван - 1964 «Химик» Кировакан - 1965 «Аракс» Ереван - 1966 «Электротехник» Ереван - 1967 «Котайк» Абовян - 1968 «Аракс» Ереван - 1969 «Аракс» Ереван - 1970 «Мотор» Ереван - 1971 СКИФ Ереван - 1972 «Звезда» Ереван - 1973 «Котайк» Абовян - 1974 СКИФ Ереван | - 1975 «Котайк» Абовян - 1976 «Котайк» Абовян - 1977 «Аракс» Ереван - 1978 «КанАЗ» Ереван - 1979 «Арагац» Ленинакан - 1980 «Арагац» Ленинакан - 1981-86 не проводился - 1987 «Арагац» Ленинакан - 1988 «Электрон» Ереван - 1989 ФК «Капан» Капан - 1990 «Арарат-2» Ереван - 1991 «Сюник» Капан |

### Кубок Армянской ССР
| - 1939 «Динамо» Ленинакан - 1940 «Динамо» Ереван - 1941 не проводился - 1942 не проводился - 1943 не проводился - 1944 не проводился - 1945 «Спартак» Ереван - 1946 «Спартак» Ереван - 1947 не проводился - 1948 ЦСКА Ереван - 1949 ЦСКА Ереван - 1950 «Красное Знамя» Ленинакан - 1951 «Красное Знамя» Ленинакан | - 1952 «Строитель» Ереван - 1953 «Химик» Кировакан - 1954 «Химик» Кировакан - 1955 «Красное Знамя» Ленинакан - 1956 СКИФ Ереван - 1957 СКИФ Ереван - 1958 «Текстильщик» Ленинакан - 1959 «Текстильщик» Ленинакан - 1960 «Строитель» Ереван - 1961 «Химик» Кировакан - 1962 «Мотор» Ереван - 1963 «Лернагорц» Капан - 1964 «Аэрофлот» Ереван | - 1965 «Мотор» Ереван - 1966 «Химик» Кировакан - 1967 «Электротехник» Ереван - 1968 «Аракс» Ереван - 1969 «Мотор» Ереван - 1970 «Мотор» Ереван - 1971 СКИФ Ереван - 1972 СКИФ Ереван - 1973 «Арагац» Ленинакан - 1974 СКИФ Ереван - 1975 «Котайк» Абовян - 1976 «Котайк» Абовян - 1977 «Котайк» Абовян | - 1978 «КанАЗ» Ереван - 1979 СКИФ Ереван - 1980 «Метрошин» Ереван - 1981 МБВД Ереван - 1982 «Метрошин» Ереван - 1983 СКИФ Ереван - 1984 «Мотор» Ереван - 1985 «Импульс» Дилижан - 1986 «Швейник» Спитак - 1987 «Искра» Ереван - 1988 «Кумайри» Ленинакан - 1989 «Алмаст» Ереван - 1990-91 не проводился |

### Чемпионаты Армении

#### Премьер-лига Армении
Чемпионат по футболу является главным футбольным соревнованием в Армении. С 1936 по 1991 годы соревнование проходило как региональный турнир в рамках СССР. В 1992 году была создана Федерация футбола Армении, а вместе с ней «Высшая лига», название которой сменилось в 1999 году на нынешнее. С 1992 по 1995 и с 1997 года по 2011 чемпионат проходил по системе весна-осень, в сезонах 1995/1996 и 1996/1997 и с сезона 2012/201 — по системе осень-весна.
В Премьер-лиге на сегодняшний день участвует восемь команд. За годы существования лига превратилась из маленького турнира, в котором участвовало всего восемь команд, в чемпионат из двух дивизионов. Чемпионат Армении проходит в 4 круга, дважды — дома и дважды — на выезде.
| Сезон                             | Чемпион                   | 2-е место                 | 3-е место                 |
| 1992 *                            | «Ширак» (Гюмри)           | «Бананц» (Котайк)         | «Арарат» (Ереван)         |
| 1992 *                            | АОСС (Ереван)             | «Бананц» (Котайк)         | «Арарат» (Ереван)         |
| 1993 *                            | «Арарат» (Ереван)         | «Ширак» (Гюмри)           | «Бананц» (Котайк)         |
| 1994 *                            | «Ширак» (Гюмри)           | АОСС (Ереван)             | «Арарат» (Ереван)         |
| 1995 *                            | «Ширак» (Гюмри)           | «Цемент» (Арарат)         | «Зангезур» (Горис)        |
| 1995 *                            | «Арарат» (Ереван)         | АОСС (Ереван)             | «Котайк» (Абовян)         |
| 1995/96 *                         | «Пюник» (Ереван)          | «Ширак» (Гюмри)           | «Ереван»                  |
| 1996/97 *                         | «Пюник» (Ереван)          | «Арарат» (Ереван)         | «Ереван»                  |
| 1997 *                            | «Ереван»                  | «Ширак» (Гюмри)           | «Эребуни-АСС» (Ереван)    |
| 1998 *                            | «Цемент» (Арарат)         | «Ширак» (Гюмри)           | «Ереван»                  |
| 1999                              | «Ширак» (Гюмри)           | «Арарат» (Ереван)         | «Цемент» (Арарат)         |
| 2000                              | «Аракс» (Арарат)          | «Арарат» (Ереван)         | «Ширак» (Гюмри)           |
| 2001                              | «Пюник» (Ереван)          | «Звартноц-ААЛ» (Ереван)   | «Спартак» (Ереван)        |
| 2002                              | «Пюник» (Ереван)          | «Ширак» (Гюмри)           | «Бананц» (Ереван)         |
| 2003                              | «Пюник» (Ереван)          | «Бананц» (Ереван)         | «Ширак» (Гюмри)           |
| 2004                              | «Пюник» (Ереван)          | «Мика» (Аштарак)          | «Бананц» (Ереван)         |
| 2005                              | «Пюник» (Ереван)          | «Мика» (Аштарак)          | «Бананц» (Ереван)         |
| 2006                              | «Пюник» (Ереван)          | «Бананц» (Ереван)         | «Мика» (Аштарак)          |
| 2007                              | «Пюник» (Ереван)          | «Бананц» (Ереван)         | «Мика» (Аштарак)          |
| 2008                              | «Пюник» (Ереван)          | «Арарат» (Ереван)         | «Гандзасар» (Капан)       |
| 2009                              | «Пюник» (Ереван)          | «Мика» (Аштарак)          | «Улисс» (Ереван)          |
| 2010                              | «Пюник» (Ереван)          | «Бананц» (Ереван)         | «Улисс» (Ереван)          |
| 2011                              | «Улисс» (Ереван)          | «Пюник» (Ереван)          | «Гандзасар» (Капан)       |
| 2012/2013                         | «Ширак» (Гюмри)           | «Мика» (Ереван)           | «Гандзасар» (Капан)       |
| 2013/2014                         | «Бананц» (Ереван)         | «Ширак» (Гюмри)           | «Мика» (Ереван)           |
| 2014/2015                         | «Пюник» (Ереван)          | «Улисс» (Ереван)          | «Ширак» (Гюмри)           |
| 2015/2016                         | «Алашкерт» (Ереван)       | «Ширак» (Гюмри)           | «Пюник» (Ереван)          |
| 2016/2017                         | «Алашкерт» (Ереван)       | «Гандзасар» (Капан)       | «Ширак» (Гюмри)           |
| 2017/2018                         | «Алашкерт» (Ереван)       | «Бананц» (Ереван)         | «Гандзасар» (Капан)       |
| 2018/2019                         | «Арарат-Армения» (Ереван) | «Пюник» (Ереван)          | «Бананц» (Ереван)         |
| 2019/2020                         | «Арарат-Армения» (Ереван) | «Ноа» (Ереван)            | «Алашкерт» (Ереван)       |
| 2020/2021                         | «Алашкерт» (Ереван)       | «Ноа» (Ереван)            | «Урарту» (Ереван)         |
| 2021/2022                         | «Пюник» (Ереван)          | «Арарат-Армения» (Ереван) | «Алашкерт» (Ереван)       |
| 2022/2023                         | «Урарту» (Ереван)         | «Пюник» (Ереван)          | «Арарат-Армения» (Ереван) |
| 2023/2024                         | «Пюник» (Ереван)          | «Ноа» (Ереван)            | «Арарат-Армения» (Ереван) |
| 2024/2025                         | «Ноа» (Ереван)            | «Арарат-Армения» (Ереван) | «Урарту» (Ереван)         |
| * Лига имела название Высшая лига |                           |                           |                           |

### Кубковые соревнования Армении

#### Кубок Независимости Армении
Розыгрыш кубка одно из главных футбольных соревнований в Армении. Первоначально назывался как Кубок Армении, основанный в 1939 году, когда турнир был составной частью Кубка СССР. С получением независимости в 1992 году, турнир обрёл нынешнее название.
| Год     | Победитель                | Счёт                 | Финалист                  | Стадион                 | Посещаемость |
| 1992    | «Бананц» (Котайк)         | 2:0                  | АОСС (Ереван)             | Раздан, Ереван          | 3,347        |
| 1993    | «Арарат» (Ереван)         | 3:1                  | «Ширак» (Гюмри)           | Раздан, Ереван          | 7,000        |
| 1994    | «Арарат» (Ереван)         | 1:0                  | «Ширак» (Гюмри)           | Раздан, Ереван          | 10,000       |
| 1995    | «Арарат» (Ереван)         | 4:2                  | «Котайк» (Абовян)         | Раздан, Ереван          | 1,000        |
| 1995/96 | «Пюник» (Ереван)          | 3:2                  | «Котайк» (Абовян)         | Раздан, Ереван          | 3,000        |
| 1996/97 | «Арарат» (Ереван)         | 1:0                  | «Пюник» (Ереван)          | Раздан, Ереван          | 4,500        |
| 1998    | «Цемент» (Арарат)         | 3:1                  | «Ереван»                  | Раздан, Ереван          | 4,000        |
| 1999    | «Цемент» (Арарат)         | 3:2                  | «Ширак» (Гюмри)           | Раздан, Ереван          | 4,000        |
| 2000    | «Мика» (Аштарак)          | 2:1                  | «Звартноц-ААЛ» (Ереван)   | Котайк, Абовян          | 4,500        |
| 2001    | «Мика» (Аштарак)          | 1:1 (4:3 пен.)       | «Арарат» (Ереван)         | Республиканский, Ереван | 7,500        |
| 2002    | «Пюник» (Ереван)          | 2:0                  | «Звартноц-ААЛ» (Ереван)   | Республиканский, Ереван | 8,000        |
| 2003    | «Мика» (Аштарак)          | 1:0                  | «Бананц» (Ереван)         | Республиканский, Ереван | 5,000        |
| 2004    | «Пюник» (Ереван)          | 0:0 (6:5 пен.)       | «Бананц» (Ереван)         | Республиканский, Ереван | 10,000       |
| 2005    | «Мика» (Аштарак)          | 2:0                  | «Киликия» (Ереван)        | Республиканский, Ереван | 6,000        |
| 2006    | «Мика» (Аштарак)          | 1:0                  | «Пюник» (Ереван)          | Республиканский, Ереван | 1,400        |
| 2007    | «Бананц» (Ереван)         | 3:1 (дв)             | «Арарат» (Ереван)         | Республиканский, Ереван | 6,000        |
| 2008    | «Арарат» (Ереван)         | 2:1 (дв)             | «Бананц» (Ереван)         | Арнар, Иджеван          | 3,000        |
| 2009    | «Пюник» (Ереван)          | 1:0                  | «Бананц» (Ереван)         | Республиканский, Ереван | 7,500        |
| 2010    | «Пюник» (Ереван)          | 4:0                  | «Бананц» (Ереван)         | Республиканский, Ереван | 8,000        |
| 2011    | «Мика» (Аштарак)          | 4:1                  | «Ширак» (Гюмри)           | Республиканский, Ереван | 6,000        |
| 2011/12 | «Ширак» (Гюмри)           | 1:0                  | «Импульс» (Дилижан)       | Городской, Гюмри        | 2.500        |
| 2012/13 | «Пюник» (Ереван)          | 1:0                  | «Ширак» (Гюмри)           | Республиканский, Ереван | 2.500        |
| 2013/14 | «Пюник» (Ереван)          | 2:1                  | «Гандзасар» (Капан)       | Республиканский, Ереван | 5.000        |
| 2014/15 | «Пюник» (Ереван)          | 3:1                  | «Мика» (Ереван)           | Республиканский, Ереван | 5.000        |
| 2015/16 | «Бананц» (Ереван)         | 2:0                  | «Мика» (Ереван)           | Республиканский, Ереван | 5.000        |
| 2016/17 | «Ширак» (Гюмри)           | 3:0                  | «Пюник» (Ереван)          | Республиканский, Ереван | 5.000        |
| 2017/18 | «Гандзасар» (Капан)       | 1:1 д.в. (4:3 пен.)  | «Алашкерт» (Ереван)       | Республиканский, Ереван | 1.000        |
| 2018/19 | «Алашкерт» (Ереван)       | 1:0                  | «Лори» (Ванадзор)         | «Бананц», Ереван        | 4.000        |
| 2019/20 | «Ноа» (Ереван)            | 5:5, д.в. (7:6 пен.) | «Арарат-Армения» (Ереван) | «Урарту», Ереван        | 0            |
| 2020/21 | «Арарат» (Ереван)         | 3:1                  | «Алашкерт» (Ереван)       | Республиканский, Ереван | 4.000        |
| 2021/22 | «Нораванк» (Вайк)         | 2:0                  | «Урарту» (Ереван)         | Республиканский, Ереван |              |
| 2022/23 | «Урарту» (Ереван)         | 2:1                  | «Ширак» (Гюмри)           | Республиканский, Ереван |              |
| 2023/24 | «Арарат-Армения» (Ереван) | 1:1 д.в. (5:3 пен.)  | «Урарту» (Ереван)         | Республиканский, Ереван |              |
| 2024/25 | «Ноа» (Ереван)            | 3:1                  | «Арарат-Армения» (Ереван) | Республиканский, Ереван |              |

### Статистика

#### Игроки забившие наибольшее количество голов в Премьер-лиге
| №  | • | Имя                 | Годы      | Игры | Мячи |
| -- | - | ------------------- | --------- | ---- | ---- |
| 1  |   | Арсен Аветисян      | 1992-2010 | 311  | 192  |
| 2  |   | Артур Кочарян       | 1992-2010 | 328  | 137  |
| 3  |   | Артур Петросян      | 1992-2000 | 215  | 125  |
| 4  |   | Тигран Есаян        | 1992-2005 | 220  | 125  |
| 5  |   | Ара Акопян          | 1997-2010 | 144  | 123  |
| 6  |   | Арам Акопян         | 1996-2009 | 230  | 115  |
| 7  |   | Гегам Оганесян      | 1992-1999 | 151  | 107  |
| 8  |   | Ваге Ягмурян        | 1992-2001 | 146  | 104  |
| 9  |   | Арам Восканян       | 1992-2010 | 214  | 104  |
| 10 |   | Армен Шахгельдян    | 1992-2007 | 198  | 101  |
| 11 |   | Арман Карамян       | 1996-2002 | 127  | 100  |
| 12 |   | Мгер Аванесян       | 1993-2004 | 202  | 88   |
| 13 |   | Вараздат Аветисян   | 1992-2002 | 236  | 88   |
| 14 |   | Мкртич Оганесян     | 1992-2002 | 223  | 87   |
| 15 |   | Ширак Сарикян       | 1992-2000 | 168  | 81   |
| 16 |   | Самвел Николян      | 1992-2002 | 229  | 79   |
| 17 |   | Ара Адамян          | 1994-2001 | 130  | 79   |
| 18 |   | Анушаван Пахлеванян | 1993-2002 | 180  | 72   |
| 19 |   | Армен Карапетян     | 1992-1998 | 150  | 70   |
| 20 |   | Сергей Айрбабамян   | 1992-1994 | 133  | 68   |
| 21 | • | Маркос Пиццелли     | 2006-2010 | 99   | 66   |
| 22 |   | Саркис Назарян      | 1992-2006 | 299  | 66   |
| 23 |   | Андраник Овсепян    | 1992-1999 | 80   | 65   |
| 24 |   | Ншан Эрзрумян       | 1996-2009 | 129  | 64   |
| 25 |   | Артём Адамян        | 2000-2010 | 234  | 61   |

Примечания
|  | Футболисты выступающие в Премьер-лиге |

- (•) — пометка для действующих футболистов

#### Игроки с наибольшим количеством матчей в Премьер-лиге
| №  | • | Имя             | Годы      | Игры | Мячи |
| -- | - | --------------- | --------- | ---- | ---- |
| 1  |   | Оганес Тагмазян | 1992-2010 | 448  | 33   |
| 2  |   | Артур Кочарян   | 1992-2010 | 328  | 137  |
| 5  |   | Арарат Арутюнян | 1995-2010 | 325  |      |
| 4  |   | Саркис Овсепян  | 1992-2010 | 319  | 22   |
| 5  |   | Карен Симонян   | 1992-2007 | 314  |      |
| 6  |   | Арсен Аветисян  | 1992-2010 | 310  | 197  |
| 7  |   | Тигран Оганесян | 1992-2008 | 305  |      |
| 8  |   | Саркис Назарян  | 1992-2006 | 299  | 66   |
| 9  |   | Гагик Маргарян  | 1992-2005 | 295  |      |
| 10 | • | Тигран Давтян   | 1999-2010 | 294  | 52   |

## Национальные сборные Армении

#### Молодёжная сборная Армении
Молодёжная сборная Армении по футболу (или Сборная Армении по футболу до 21 лет) — национальная сборная команда Армении, в составе которой могут выступать футболисты Армении в возрасте 21 года и младше на момент начала двухлетней отборочной кампании к молодёжному чемпионату Европы. 

Сборная Армении по футболу до 21 года принимает участие только в молодёжных чемпионатах Европы, которые проводятся раз в два год, так как Чемпионат Мира по футболу до 21 лет не существует. 

Команда сформировалась 1994 году. Свой первый официальный матч команда сыграла 6 сентября 1994 года с молодёжной сборной Бельгии, в котором проиграла 0:7. Первый гол был забит 8 октября 1994 год в матче против молодёжки Кипра. Первым главным тренером стал Оганес Заназанян. 

На 16 октября 2013 года Молодёжная сборная Армении по футболу провела 92 матча, из которых одержала 25 побед, 14 игр закончились вничью, и потерпела 53 поражений, забила 91 голов, и пропустила 199. Команда ни разу не выходила в финальную стадию чемпионатов Европы U-21 и не участвовала в Олимпийских играх. Игроки в основном представляют внутренние клубы чемпионата Армении, команду возглавляет главный тренер «Пюник» (Ереван) Рафаэль Назарян.

#### Лучшие бомбардиры сборной
По состоянию на 9 июня 2025 года
| #  | • | Футболист           | Дата рождения             | Первый матч | Голы | Матчи | Последний матч |
| -- | - | ------------------- | ------------------------- | ----------- | ---- | ----- | -------------- |
| 1  |   | Генрих Мхитарян     | 21 января 1989 (36 лет)   | 14.01.2007  | 32   | 95    | 14.11.2021     |
| 2  |   | Юра Мовсисян        | 2 августа 1987 (38 лет)   | 11.08.2010  | 14   | 38    | 15.11.2018     |
|    |   | Геворг Газарян      | 5 апреля 1988 (37 лет)    | 22.08.2007  | 14   | 78    | 29.03.2022     |
| 4  |   | Маркос Пиззелли     | 24 июля 1985 (40 лет)     | 22.05.2008  | 11   | 66    | 13.11.2017     |
|    |   | Артур Петросян      | 17 декабря 1971 (53 года) | 14.10.1992  | 11   | 68    | 13.10.2004     |
| 6  | • | Эдуард Сперцян      | 7 июня 2000 (25 лет)      | 31.03.2021  | 9    | 34    |                |
|    |   | Эдгар Манучарян     | 19 января 1987 (38 лет)   | 19.02.2004  | 9    | 52    | 05.10.2017     |
|    | • | Тигран Барсегян     | 22 сентября 1993 (31 год) | 25.03.2016  | 9    | 59    |                |
| 9  |   | Ара Акопян          | 11 апреля 1980 (45 лет)   | 21.11.1998  | 7    | 42    | 11.02.2009     |
| 10 |   | Александр Карапетян | 23 декабря 1987 (37 лет)  | 11.10.2014  | 6    | 25    | 11.10.2021     |
|    |   | Арас Озбилиз        | 9 марта 1990 (35 лет)     | 29.02.2012  | 6    | 41    | 15.10.2019     |
|    |   | Артур Саркисов      | 19 января 1987 (38 лет)   | 10.08.2011  | 6    | 42    | 2019           |
|    |   | Армен Шахгельдян    | 28 августа 1973 (51 год)  | 14.10.1992  | 6    | 53    | 06.06.2007     |

### Юношеская сборная Армении (до 19)
Юношеская сборная Армении по футболу до 19 лет — национальная сборная команда Армении, в составе которой могут выступать футболисты Армении в возрасте 19 лет и младше.

### Юношеская сборная Армении (до 17)
Юношеская сборная Армении по футболу, также известная, как Сборная Армении по футболу до 17 лет, представляет Армению на международных матчах по футболу.

### Женская сборная Армении
Женская сборная Армении по футболу — национальная футбольная сборная, представляющая Армению на чемпионатах мира и Европы.

Команда сформировалась в 2003 году. Свой первый официальный матч команда сыграла 10 мая 2003 года с Женской сборной Австрии, в котором проиграла с разгромным счётом 0:11.

Женская сборная Армении считается одной из слабейших футбольных сборных Европы: не играла ни разу на чемпионатах мира и Европы, а самой крупной победой является только победа над Ливаном в 2021 году со счётом 2:0.